# Larry Cohen (compositeur)
Pour l’article homonyme, voir Larry Cohen.
Larry Cohen né en 1948 à Montréal, est un acteur et un compositeur de musique de films canadien.

## Biographie
Larry était soliste occasionnel pour l'Orchestre symphonique de Montréal dès l'âge de 14 ans, sous la direction de Seiji Ozawa. S'étant diplômé auprès du conservatoire de Québec, il commence à composer, et à jouer avec des groupes à New York en 1968, dans les albums "Stone Circus" et "The Diary Of Mr Gray". De retour à Montréal en 1972, il s'oriente vers le blues, R&B, ainsi que le théâtre, et commence à écrire des musiques de films pour le National Film Board en 1978. En 1980, il se produit avec son groupe Crime (Creative Research Into Musical Expression) dans Le Monstre du train (1980).

## Filmographie

### Comme acteur
- 1980 : Le Monstre du train (Terror Train) : membre du groupe Crime : clavier et voix
- 1995 : Vents contraires (téléfilm) : Man with Headset
- 1997 : Burnt Eden : Bobby

### Comme compositeur
- 1989 : The Phone Call (téléfilm)
- 1991 : Prince Lazure (téléfilm)
- 1996 : Virus (Spill)
- 1997 : Face au mensonge (Loss of Faith téléfilm)
- 1998 : When Justice Fails (autre titre : Un amour meurtrier)
- 2000 : Spirit in Motion
- 2001 : Pacte avec le diable (Dorian)
- 2007 : Diamond Dogs